# روبرت ميلس
روبرت ميلس (بالإنجليزية: Robert Mills)‏ (و. 1927 – 1999 م) هو فيزيائي، وفيزيائي نظري أمريكي، ولد في إنغلوود، توفي في تشارلستون، عن عمر يناهز 72 عاماً.

## التعليم
تعلم في جامعة كولومبيا.

## جوائز
حصل على جوائز منها:
- جائزة رامفورد (1980).